# 송천동 (전주시)
송천동(松川洞)은 전북특별자치도 전주시 덕진구에 있는 법정동과 행정동의 통칭으로, 2개의 행정동(송천1동·2동)이 설치되어 있다.

## 개요
송천동은 전주시의 북부지역에 위치한 신흥 주거지역이다. 전주시 북부권 개발의 중심 역할을 하는 신도심으로, 주거, 상업, 문화, 교육시설 및 녹지공간이 잘 갖추어져 있다.
송천동은 대단위 아파트가 속속 들어서면서 인구가 매년 증가하고 있는데, 송천1동은 2018년 7월에 완산구의 효자4동이 분동하면서 전주시에서 가장 인구가 많은 행정동이 되었다.

### 에코시티
전라선 철도 북쪽 지역 1.99 km2를 택지로 개발하는 사업으로, 약 70%(사단 1.11 km2, 항공대 0.28 km2)가 군부대 부지였다. 송천1동에 있던 35사단이 2013년 12월에 임실군 임실읍으로 이전하였고, 2019년 1월에 송천2동에 있던 206항공대대도 도도동으로 이전하였다. 이 사업은 2013년 9월에 부지 개발을 착공하였다.

## 역사
조선 영조가 건지산(乾止山)의 조경단에 시조묘를 봉안할 때, 영의정 김치인이 중대한 일을 도신(道臣, 관찰사)에게 일임시켜서는 안 된다고 주장해 왕의 명(命)을 받아 전주에 와서 건지산을 둘러보며 송천동 골짜기 일대를 가리켜 "乾末薇初 可活萬人之地"(마른 땅이 끝나고 미채(薇菜, 고비나물)가 시작하니, 가히 만인(萬人)을 먹여살릴 땅이다.)라고 말했다고 한다.
1957년 11월 6일 완주군 조촌면 오송리(五松里)와 시천리(詩川里), 초포면 전당리와 미산리가 전주시에 편입되었고, 같은 해 12월 12일 오송리를 송천동1가, 시천리를 송천동2가, 전당리를 전미동1가, 미산리를 전미동2가로 하였다. '송천동'이라는 지명은 오송리의 '송(松)'자와 시천리의 '천(川)"자를 합쳐서 지었다. 전미동도 마찬가지다.

### 연혁
- 1914년 4월 1일 : 전주군(→ 1935년 완주군) 조촌면 오송리(五松里), 시천리(詩川里), 초포면 전당리(全堂里), 미산리(美山里)

| 조선총독부령 제111호                                                  |               |
| 구 행정구역                                                           | 신 행정구역   |
| 조촌면 사금리, 오송리, 신기리, 신풍리, 신소리, 덕중리                 | 조촌면 오송리 |
| 조촌면 시천리, 신동리, 유교리, 와룡리, 용흥리, 용소리                 | 조촌면 시천리 |
| 회포면 미산리, 회룡리, 단정리, 화리, 진기리, 월평리 일부, 연봉리 일부 | 초포면 전당리 |
| 회포면 백석리, 전당리, 진조리, 신봉리, 은평리, 연봉리 일부            | 초포면 미산리 |
- 1957년 11월 6일 : 조촌면 오송리, 시천리, 초포면 전당리, 미산리가 전주시에 편입[6]
- 1989년 5월 1일 : 전주시에 구청이 설치되어 전주시 덕진구 송천동, 전미동이 됨.
- 1996년 9월 1일 : 송천동이 송천1동, 송천2동으로 분동[8]
- 1998년 8월 1일 : 전미동이 송천2동에 합쳐짐.[9]

## 법정동
- 송천동(松川洞) 1·2가
- 전미동(全美洞) 1·2가

## 교육
- 전주미산초등학교 (전미동2가)
- 전주송천초등학교 (송천동1가)
- 전주송북초등학교 (송천동1가)
- 전주송원초등학교 (송천동1가)
- 전주신동초등학교 (송천동2가)
- 전주오송초등학교 (송천동2가)
- 전주용소초등학교 (송천동1가)
- 전주자연초등학교 (송천동2가)
- 전주화정초등학교 (송천동2가)
- 전주솔빛중학교 (송천동1가)
- 전라중학교 (송천동2가)
- 전주중학교 (송천동1가)
- 전주용소중학교 (송천동1가)
- 전주오송중학교 (송천동2가)
- 전주화정중학교 (송천동2가)
- 전라고등학교 (송천동1가)
- 전주솔내고등학교 (송천동1가)
- 전북특별자치도립여성중고등학교

## 상업
- 롯데마트 맥스 송천점
- 전주시농수산물도매시장

## 아파트
| 단지명                 | 건설사                                  | 시행사                        | 주소                     | 입주        | 비고 |
| ---------------------- | --------------------------------------- | ----------------------------- | ------------------------ | ----------- | ---- |
| 송천주공 1단지         | ㈜신일 ㈜흥화공업 계룡건설산업 현대건설 | 대한주택공사                  | 덕진구 붓내3길 29        | 1999년 4월  |      |
| 송천주공 2단지         | ㈜신일 삼능건설㈜                       | 대한주택공사                  | 덕진구 천마산로 33       | 2004년 9월  |      |
| 송천 라미안            | (유)케이제이건설                        | (유)케이제이건설              | 덕진구 두간6길 9         | 2006년 6월  |      |
| 송천자이               | 지에스건설㈜                            | (유)한백종합건설              | 덕진구 두간6길 10        | 2006년 6월  |      |
| 에코시티자이 1차       | 지에스건설㈜                            | (유)한백종합건설              | 덕진구 세병로 111        | 2017년 12월 |      |
| 에코시티자이 2차       | 지에스건설㈜                            | (유)한백종합건설              | 덕진구 세병로 137        | 2018년 10월 |      |
| 송천 현대2차           | 현대산업개발                            | 현대산업개발                  | 덕진구 솔내로 124        | 1997년 5월  |      |
| 송천 현대4차           | 현대산업개발                            | 현대산업개발                  | 덕진구 솔내로 120        | 1998년 12월 |      |
| 송천 아이파크          | 현대산업개발                            | HDC아이앤콘스                 | 덕진구 오송로 45 (5단지) | 2009년 5월  |      |
| 송천 아이파크          | 현대산업개발                            | HDC아이앤콘스                 | 덕진구 오송로 47 (6단지) | 2009년 5월  |      |
| 송천 진흥W-PARK        | 진흥기업                                | 대한토지신탁㈜                | 덕진구 천마산로 100      | 2008년 4월  |      |
| 솔내마을 동아          | 동아건설산업                            | 동아건설산업 미산주택건설(유) | 덕진구 와룡2길 17        | 1999년 10월 |      |
| 에코시티 데시앙        | 태영건설                                | ㈜아시아신탁                  | 덕진구 세병로 41 (4BL)   | 2018년 1월  |      |
| 에코시티 데시앙        | 태영건설                                | ㈜아시아신탁                  | 덕진구 세병로 85 (5BL)   | 2018년 1월  |      |
| 에코시티 데시앙        | 태영건설                                | ㈜아시아신탁                  | 덕진구 세병로 112 (7BL)  | 2019년 1월  |      |
| 에코시티 데시앙        | 태영건설                                | ㈜아시아신탁                  | 덕진구 백석로 145 (12BL) | 2019년 2월  |      |
| 에코시티 데시앙        | 태영건설                                | ㈜아시아신탁                  | 덕진구 세병로 210 (14BL) | 2021년 10월 |      |
| 에코시티 데시앙 네스트 | 태영건설 성전건설㈜ 부강건설㈜          | ㈜에코시티개발                | 덕진구 세병로 90 (3BL)   | 2021년 1월  |      |
| 에코시티 데시앙 네스트 | 태영건설 성전건설㈜ 부강건설㈜          | ㈜에코시티개발                | 덕진구 세병로 130 (8BL)  | 2020년 4월  |      |
| 에코시티 데시앙 15BL   | 태영건설 성전건설㈜ 부강건설㈜          | ㈜에코시티개발                |                          | 2024년 4월  |      |
| 송천현대 3차           | 현대건설                                | 현대건설                      | 덕진구 사근1길 11        | 1998년 10월 |      |
| 송천동 광신프로그레스  | 광신종합건설㈜                          | 솔내지역주택조합              | 덕진구 용소로 112        |             |      |
| 에코시티 더샵 1차      | 포스코이앤씨                            | 포스코건설㈜                  | 덕진구 세병로 42         | 2018년 1월  |      |
| 에코시티 더샵 2차      | 포스코이앤씨                            | 상명에코개발㈜ 대한토지신탁㈜ |                          |             |      |
| 에코시티 더샵 3차      | 포스코이앤씨                            | ㈜포스코이앤씨                | 덕진구 세병로 136        | 2019년 3월  |      |
| 에코시티 더샵 4차      | 포스코이앤씨                            | ㈜포스코이앤씨                |                          |             |      |